# 반사 성운

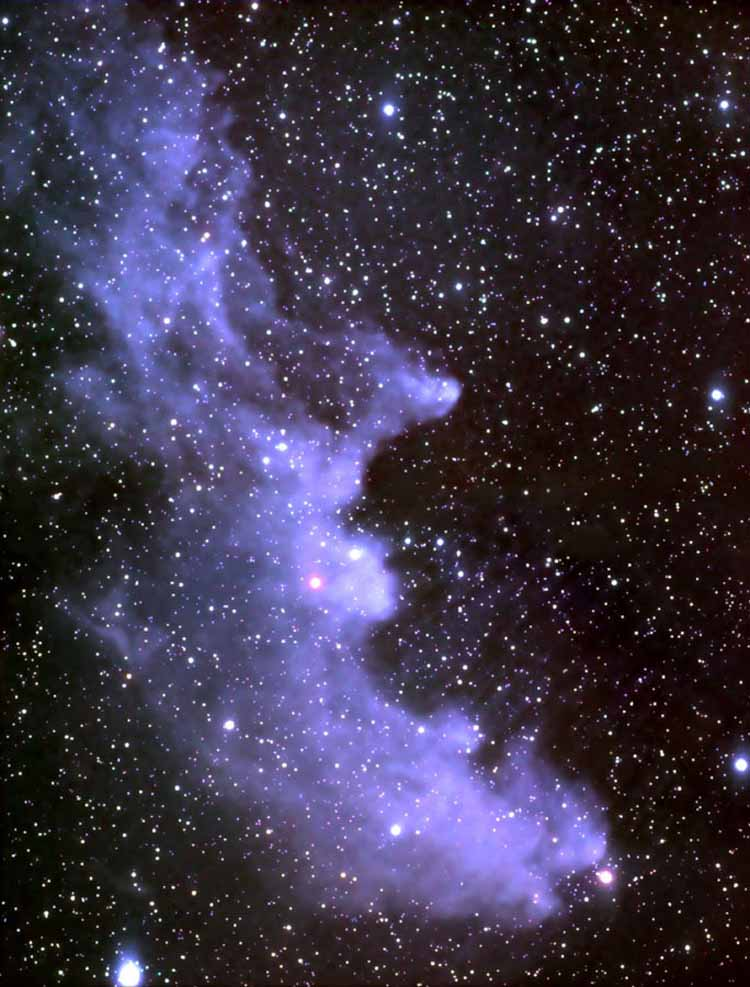
마귀할멈 성운.

반사성운(反射星雲, reflection nebulae)은 성간진이 근처의 별빛을 받아 빛나는 성간운이다. 별빛의 에너지가 강하면 성운을 이루는 기체들이 전리되어 발광성운이 되겠지만, 에너지가 약해서 전리는 안 일어나고 산란만 일어날 경우 반사성운이 된다. 때문에 반사성운의 스펙트럼은 별빛의 그것과 유사하다.
1912년 베스토 슬라이퍼는 플레이아데스성단의 메로페 주위의 성운의 스펙트럼을 관측하고, 그 빛이 별빛과 유사하며, 그 빛은 별빛을 반사한 것이라는 결론을 내렸다. 다음 해 아이나르 헤르츠스프룽은 슬라이퍼의 가설을 지지하는 계산 결과를 얻었다. 에드윈 허블은 1922년 발광성운과 반사성운을 보다 정확하게 구분했다.

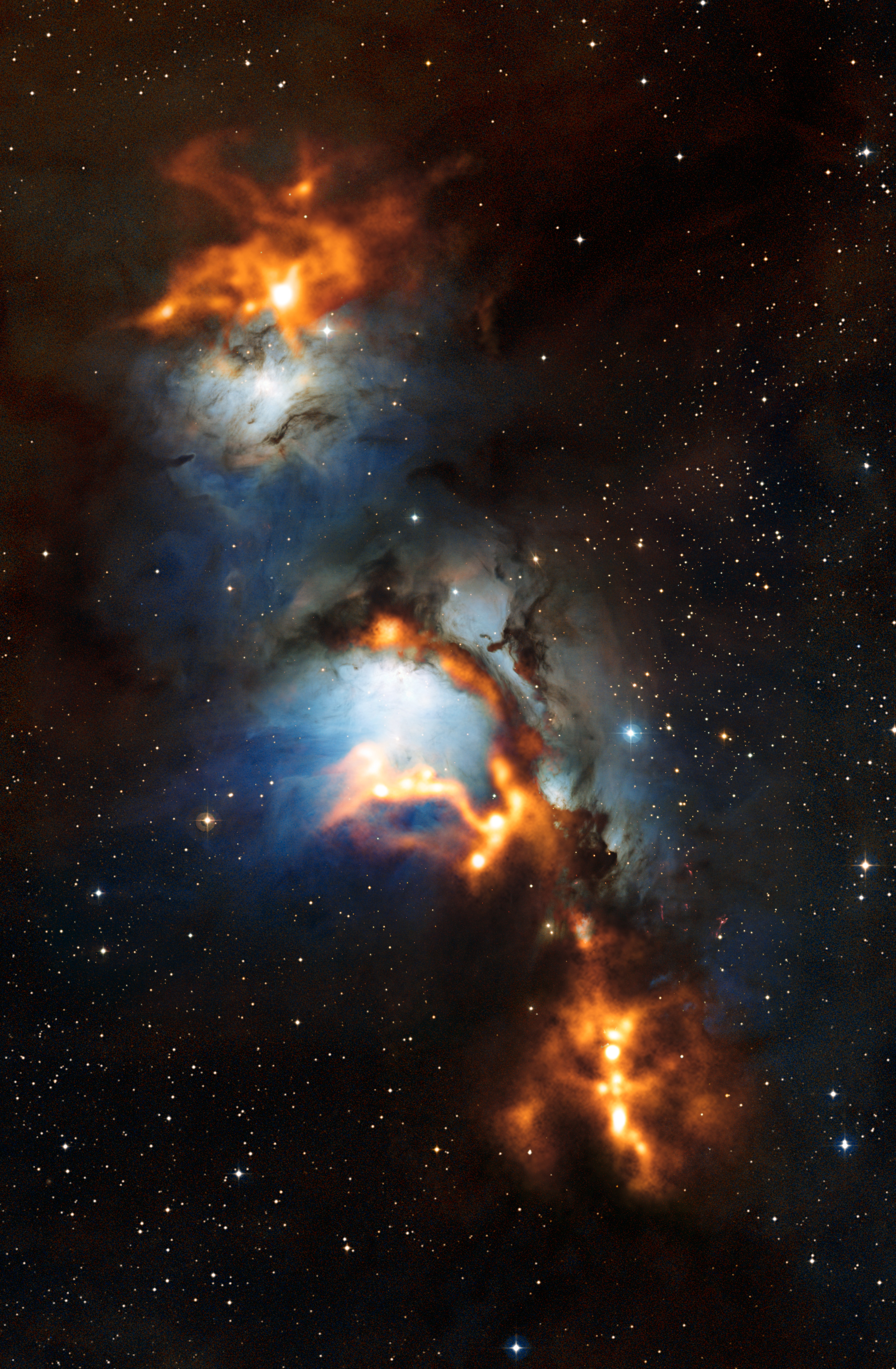
메시에 78.

파란색 빛이 산란이 더 잘 되기 때문에, 반사성운은 대개 푸른빛을 띤다(지구의 하늘이 파란 색이 것과 같은 원리다). 반사성운과 발광성운은 함께 관측되는 경우도 있으며, 둘을 묶어 무정형성운(또는 확산성운, 산광성운)이라고 한다. 현재까지 약 500개의 반사성운이 발견되어 있다. 플라이아데스성단을 둘러싼 성운이 반사성운의 대표적인 예이며, 삼렬 성운 같은 전리수소영역 속에 반사성운이 포함되어 있는 경우도 있다. 적색초거성 안타레스는 붉은색의 반사성운으로 둘러싸여 있다. 반사성운은 항성 형성의 장소가 되기도 한다.
1922년, 허블은 밝은 성운들을 조사해 그 결과를 발표했는데, 그 중에 반사성운의 광도법칙도 포함되어 있다.
5 log(R) = -m + k
여기서 R은 성운의 시직경, m은 성운이 반사하는 별빛을 내보낸 별의 실시등급, k는 측정 감도에 따라 정해지는 상수이다.

## 같이 보기
- 변광성운